# Viri prve roke
Viri prve roke so zgodovinski viri, ki izvirajo od pričevalca dogodka ali procesa.
Viri prve roke, izvirajo od priče, zato je njihov stik s preteklostjo neposreden. Pri virih druge roke je stik posreden, saj poteka preko enega ali več posrednikov. Zaradi neposrednega stika sta pri virih prve roke resničnost in zanesljivost poročila odvisna od poročevalčeve zmožnosti in želje povedati resnico. Viri prve roke so vedno tudi [primarni viri]